# Jörg Brügge
Jörg Brügge (* 6. März 1960 in Lübeck) ist ein ehemaliger deutscher Volleyballspieler. Er war 150-facher Nationalspieler und wurde 1986 zum Volleyballer des Jahres gewählt.
Jörg Brügge spielte Anfang der 1980er Jahre beim Bundesligisten Hamburger SV, wo er 1985 Deutscher Meister und DVV-Pokalsieger wurde. Danach wechselte er zum Ligakonkurrenten VBC Paderborn, mit dem er unter Trainer Zbigniew Jasiukiewicz 1987 in die zweite Bundesliga abstieg, 1988 aber sofort wieder aufstieg. Brügge war – wie auch in der Nationalmannschaft – Mannschaftskapitän des VBC. 1989 verließ er Paderborn und ging zum Bundesligisten SC Fortuna Bonn, wo er bis 1992 aktiv war. Anschließend spielte Brügge beim VC Eintracht Mendig und beim SC Ransbach-Baumbach in erster und zweiter Bundesliga. 1999 beendete er seine aktive Laufbahn.
Seitdem ist Brügge Trainer in verschiedenen Mannschaften und verschiedenen Spielklassen, u. a. bei SV Niederkassel, SSF Fortuna Bonn, Alfterer SC und VSG Köppel.